# Горњи Хумац
Горњи Хумац је насељено место у саставу општине Пучишћа, на острву Брачу, Сплитско-далматинска жупанија, Република Хрватска.

## Историја
До територијалне реорганизације у Хрватској налазио се у саставу старе општине Брач.

## Становништво
На попису становништва 2011. године, Горњи Хумац је имао 271 становника.
| Број становника по пописима | Број становника по пописима | Број становника по пописима | Број становника по пописима | Број становника по пописима | Број становника по пописима | Број становника по пописима | Број становника по пописима | Број становника по пописима | Број становника по пописима | Број становника по пописима | Број становника по пописима | Број становника по пописима | Број становника по пописима | Број становника по пописима | Број становника по пописима |
| --------------------------- | --------------------------- | --------------------------- | --------------------------- | --------------------------- | --------------------------- | --------------------------- | --------------------------- | --------------------------- | --------------------------- | --------------------------- | --------------------------- | --------------------------- | --------------------------- | --------------------------- | --------------------------- |
| 1857                        | 1869                        | 1880                        | 1890                        | 1900                        | 1910                        | 1921                        | 1931                        | 1948                        | 1953                        | 1961                        | 1971                        | 1981                        | 1991                        | 2001                        | 2011                        |
| 271                         | 311                         | 352                         | 438                         | 477                         | 506                         | 0                           | 452                         | 376                         | 392                         | 381                         | 323                         | 281                         | 324                         | 276                         | 271                         |

Напомена: У 1921. подаци су садржани у насељу Пучишћа.

### Попис1991.
На попису становништва 1991. године, насељено место Горњи Хумац је имало 324 становника, следећег националног састава:
| Попис 1991.‍  | Попис 1991.‍  | Попис 1991.‍ | Попис 1991.‍ | Попис 1991.‍ |
| ------------ | ------------ | ----------- | ----------- | ----------- |
|              |              |             |             |             |
| Хрвати       | Хрвати       |             | 306         | 94,44%      |
| Југословени  | Југословени  |             | 8           | 2,46%       |
| Словенци     | Словенци     |             | 2           | 0,61%       |
| Муслимани    | Муслимани    |             | 1           | 0,30%       |
| Срби         | Срби         |             | 1           | 0,30%       |
| неопредељени | неопредељени |             | 2           | 0,61%       |
| непознато    | непознато    |             | 4           | 1,23%       |
| укупно: 324  |              |             |             |             |